# Купишкский деканат

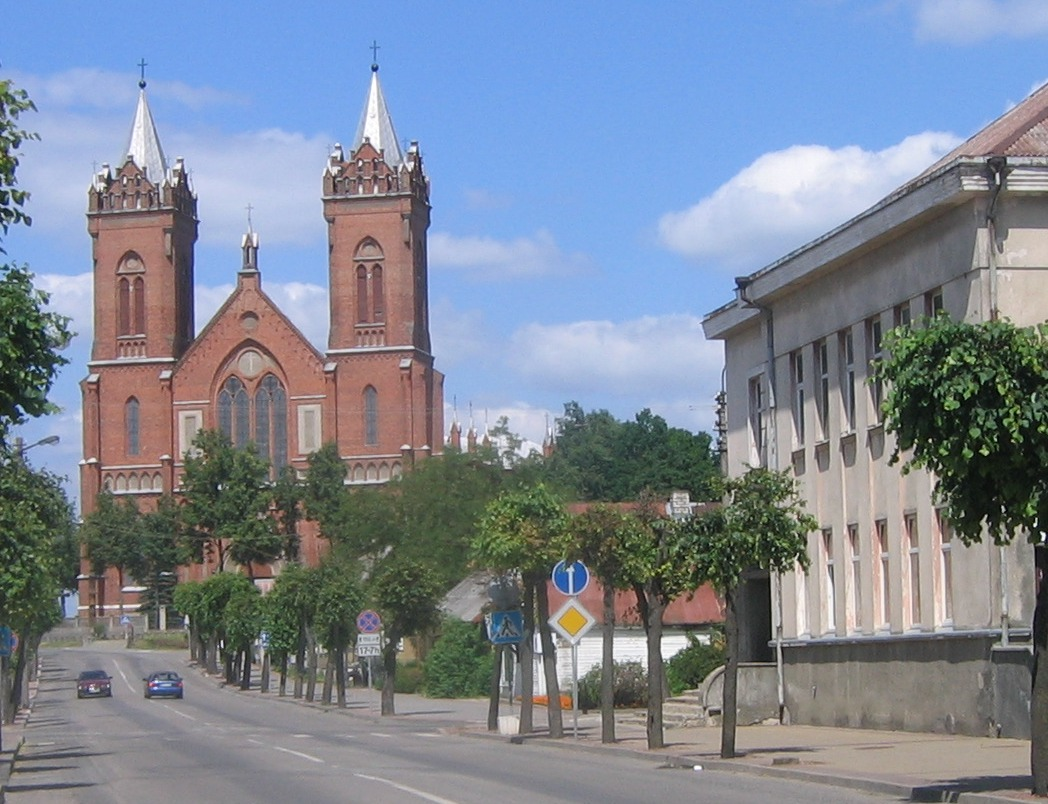
Церковь Вознесения Господня в Купишкисе

Ку́пишкский декана́т (лит. Kupiškio dekanatas) — один из девяти деканатов епархии Паневежиса римско-католической церковной провинции Вильнюса. Объединяет приходы в пределах Купишкского района Паневежского уезда Литвы. В настоящее время в Купишкский деканат входит одиннадцать приходов. Головным храмом является, расположенная в Купишкисе, церковь Вознесения Господня.
Должность окружного викария Купишкского деканата занимает священник Римантас Гуделис (лит. Rimantas Gudelis).

## Приходы деканата
- Адоминский приход (лит. Adomynės Švč. M. Marijos Vardo parapija);
- Ализавский приход (лит. Alizavos Šv. Jono Krikštytojo parapija);
- Анташавский приход (лит. Antašavos Šv. Hiacinto (Jackaus) parapija);
- Купишкский приход (лит. Kupiškio Kristaus Žengimo į dangų parapija);
- Палевянельский приход (лит. Palėvenėlės Švč. M. Marijos parapija);
- Палевянский приход (лит. Palėvenės Šv. Domininko parapija);
- Саламестский приход (лит. Salamiesčio Šv. Antano Paduviečio parapija);
- Скапишкский приход (лит. Skapiškio Šv. Hiacinto (Jackaus) parapija);
- Субачский приход Святого Франциска Ассизского (лит. Subačiaus (stoties) Šv. Pranciškaus Asyžiečio parapija);
- Субачский приход Святой Троицы (лит. Subačiaus (miestelio) Švč. Trejybės parapija);
- Шимонский приход (лит. Šimonių Švč. M. Marijos Ėmimo į dangų parapija).